# Helichrysum melaleucum
Helichrysum melaleucum — вид рослин з родини айстрові (Asteraceae), ендемік Мадейри.

## Поширення
Ендемік архіпелагу Мадейра (о. Мадейра, Дезерташ, Порту-Санту).